# ノートン インターネットセキュリティ
ノートン インターネットセキュリティ（Norton Internet Security、略称：NIS）は、ノートンライフロックのインターネットセキュリティスイートである。パッケージ名称はノートン セキュリティ。

## 概要
ノートンインターネットセキュリティとは、Mac用アンチウイルスソフトでは世界シェアNo.1を誇るウイルス対策ソフト（セキュリティソフト）である。搭載されている機能は幅広く、アンチウイルス、スパム対策、ファイアウォール、広告ブロック機能などであり、特にスパイウェア対策機能はすでにウイルス対策機能に含まれている。
アップデートの技術は日々進化しており、通常のウイルス定義ファイルの更新を「パルスアップデート」として5〜15分に1回行うほか、メインプログラムに更新があった場合、2005年に発表されたLiveUpdate（ライブアップデート、LiveUpdate Notice）で自動もしくは手動でダウンロード、インストールできる。
2007年3月6日にはオールインワン型総合セキュリティソフト、Norton 360（ノートン 360）を発売したが、2013年にノートンセキュリティと一体化した。またこの年からバージョン表記をしなくなった。
2019年、新しいノートン 360に移行した。

## 機能
- ノートン アンチウイルス（Norton AntiVirus）

ウイルス対策・駆除ソフト。2006からスパイウェアを監視する機能が追加された。2007からルートキットを検出・駆除する機能が追加された上、パソコンの起動・スキャンの高速化が図られた。2008から未知の脅威を検出するSONAR機能（Symantec Online Network for Advanced Response）によりスパイウェアなどの危険なプログラムの動きを検出し、情報が外部に送信されるのを遮断する機能が搭載された。またブラウザの脆弱性を悪用して無断でプログラムをダウンロードされるのを防ぐ、ブラウザ脆弱性対策が強化された。2009から5分から15分ごとに定義ファイルをアップデートし、最新の保護を提供する「パルス・アップデート」やリスクにさらされるファイルのみを対象にしたスキャンを行う「ノートン インサイト」が実装された。
- ノートン パーソナルファイアウォール（Norton Personal Firewall）

パーソナルファイアウォール。2006から自動設定が既定となり、ユーザーによる個々の設定は不要となった（ユーザ自身が個々の設定をすることも可能）。
- ノートン コンフィデンシャル（Norton Confidential）

2007以降。フィッシング詐欺サイト閲覧制限機能。
- ホームネットワークセキュリティ監視機能

2008以降。ネットワーク上のすべての機器を表示・監視する。
- ノートンID セーフ機能（Norton Identity Safe）

2008以降。ウェブサイトに入力する個人情報やパスワードを一括管理する機能。
- ノートン サポート機能

2008のみ。問題が起こったとき画面の案内に従い操作することができる機能。
- サイレントモード

2009以降。警告や更新を短期間停止し、ゲームやプレゼンテーションの中断や速度低下を回避する機能。
- 2008から同一世帯3台までのPCで利用可能。

2007以降、以下の機能はAdd-On PackとしてAdd-On Packのダウンロードサイトから別途インストールできたが、2012年11月7日にサービスを終了したため、現在はスパム対策機能以外利用できない。
- 広告ブロック機能・ポップアップブロック機能

不要な広告やポップアップ画面をブロックする機能（2008以降のAdd-On Packには搭載されていない）。
- プライバシー保護機能

（クレジットカードやキャッシュカードの番号などの）個人データがネット上に流出するのを防ぐ。
- 保護者機能（URLフィルタリング）

子供がポルノサイトや不快なサイトを閲覧できないように制限する機能。
- ノートン・アンチスパム（Norton AntiSpam）

スパムメールがユーザのメール受信ボックスに入らないようにする。現在はNorton Internet Security Onlineに含まれている。

## 歴史
| バージョン | 発売日         |
| ---------- | -------------- |
| 2001       | 2000年10月12日 |
| 2002       | 2001年10月5日  |
| 2003       | 2002年10月17日 |
| 2004       | 2003年10月17日 |
| 2005       | 2004年10月15日 |
| 2006       | 2005年10月14日 |
| 2007       | 2006年9月30日  |
| 2008       | 2007年9月21日  |
| 2009       | 2008年9月13日  |
| 2010       | 2009年9月17日  |
| 2011       | 2010年8月27日  |
| 2012       | 2011年9月13日  |
| 2013       | 2012年9月19日  |
| 2014       | 2013年9月20日  |

| バージョン | 発売日         |
| ---------- | -------------- |
| 1.0.3      | 2001年12月12日 |
| 2.0        | 2002年4月18日  |
| 3.0        | 2004年5月14日  |
| 4.0        | 2009年1月30日  |
| 4.1        | 2009年12月11日 |
| 5.0        | 2011年10月21日 |

| バージョン | 発売日         |
| ---------- | -------------- |
| 2015       | 2014年9月19日  |
| 2016       | 2015年10月15日 |
| 2017       | 2016年10月13日 |